# Андріївка (Роменський район)
Андрі́ївка — село в Україні, у Роменському районі Сумської області. Населення становить 484 особи. Входить до складу Андріяшівської сільської громади. До 2017 орган місцевого самоврядування — Андріївська сільська рада.

## Географія
Село Андріївка знаходиться на березі річки Артополот, вище за течією на відстані 1 км розташоване село Тарасівка (зняте з обліку в 2007 році). На відстані 1,5 км розташоване село Василівка. На річці велика загата. До села примикає лісовий масив урочище Васильківщина.

## Історія
1842 року збудована Свято-Миколаївська церква, за комуністів занепала і була зруйнована. 16 грудня 2017 року відбулось освячення Свято-Миколаївського храму УПЦ КП.
За даними на 1859 рік у власницькому селі Гадяцького повіту Полтавської губернії мешкало 1338 осіб (654 чоловічої статі та 684 — жіночої), налічувалось 165 дворових господарств, існували православна церква та 3 заводи.
Станом на 1900 рік село було центром окремої Андріївської волості.
Село постраждало внаслідок геноциду українського народу, проведеного урядом СРСР в 1932—1933 роках.

## Тарас Шевченко в Андріївці

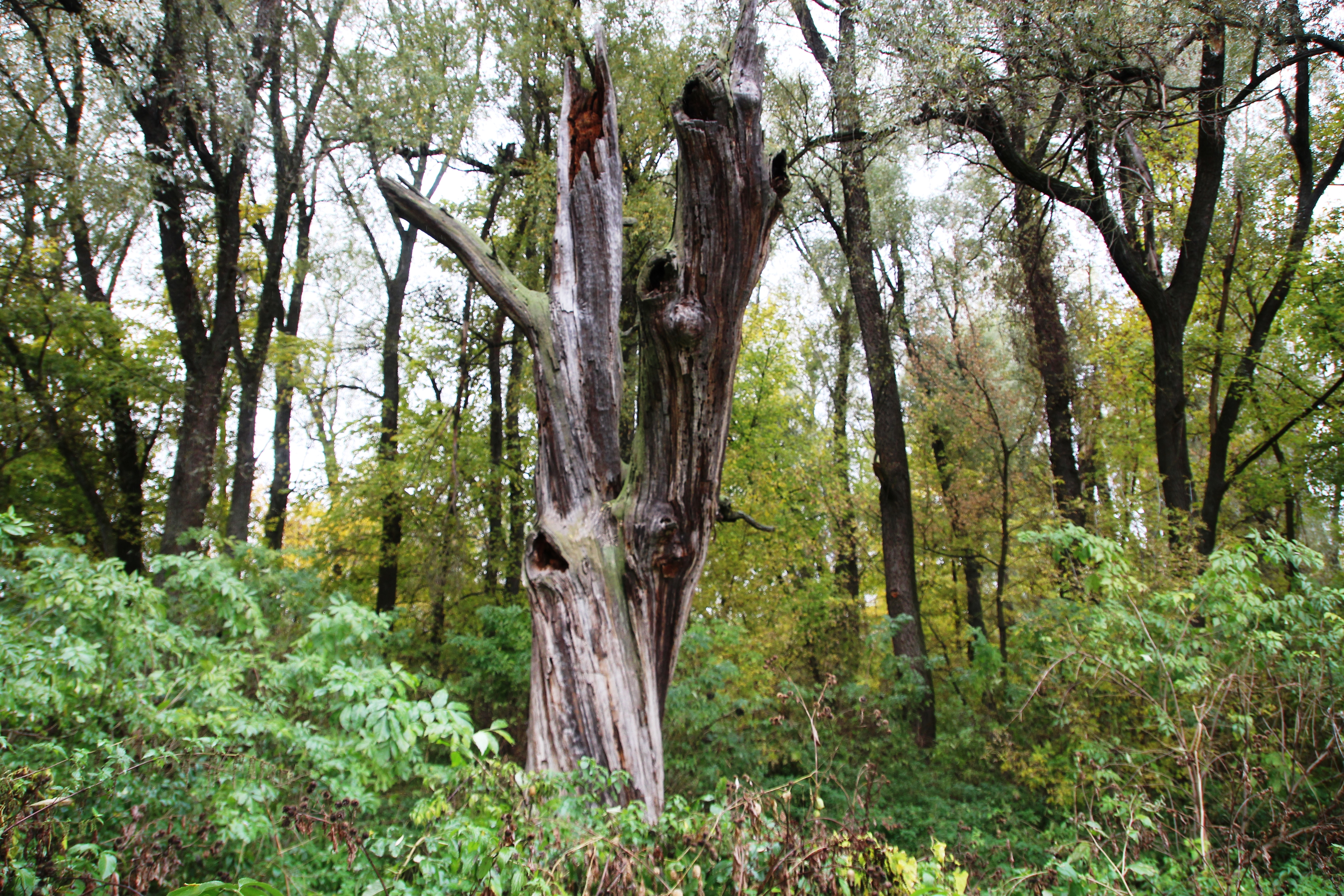
Дуб Шевченка

Тарас Шевченко був тут восени 1843 року, імовірно, заїжджав і влітку 1845-го.
У селі зберігся дуб, якому вже понад 500 років і який називають Шевченковим, але вже приблизно з 2007 року його немає, він впав, адже був вже старий. Окрім того, є відомості, що намальована Шевченком картина «Урочище стінка» зберігається в музеї.
Ім'ям поета названо перший в селі колгосп, який функціонує і до нашого часу.
1967 року в селі встановили пам'ятник Шевченку.

## Відомі люди

### Відомі уродженці
- Лада Ганна Яківна (1940) — головний агроном колгоспу «Комуніст» Роменського району Сумської області. Депутат Верховної Ради УРСР 11-го скликання.